# Massimo Enrico Baroni
Massimo Enrico Baroni (Catania, 28 aprile 1973) è un politico italiano, deputato alla Camera nella XVII e XVIII legislatura della Repubblica Italiana, eletto con il Movimento 5 Stelle per poi esserne espulso nel 2021.

## Biografia
Nato il 28 aprile 1973 a Catania, ma vive e studia a Roma, dove consegue la maturità presso il liceo scientifico "Talete".
Nel 1992 s'iscrive alla facoltà di economia e commercio presso l’Università degli Studi di Trieste, ma cambia idea e si iscrive a Psicologia, lasciando Trieste per iscriversi alla Sapienza dove si laurea nel 2002.
Dal 2000 al 2003 ha lavorato come operatore notturno presso la Comunità Terapeutica Riabilitativa per pazienti psicotici “Setteville” di Guidonia.

### Attività politica
Alle elezioni amministrative del 2008 si è candidato al consiglio comunale di Roma con la lista Amici di Beppe Grillo, ma senza risultare eletto.
Alle elezioni politiche del 2013 viene candidato alla Camera dei deputati, tra le liste del Movimento 5 Stelle (M5S) nella circoscrizione Lazio 1 in ottava posizione, venendo eletto deputato come ultimo degli eletti. Nella XVII legislatura della Repubblica è stato componente della 12ª Commissione Affari sociali, della 14ª Commissione Politiche dell'Unione Europea e, infine, membro e capogruppo per il M5S nella Commissione parlamentare d'inchiesta sulla morte del militare Emanuele Scieri.
Alle elezioni politiche del 2018 viene ricandidato alla Camera nel collegio plurinominale Lazio 1 - 01, venendo rieletto deputato. Nel corso della XVIII legislatura è stato componente e, brevemente, capogruppo per il M5S della 12ª Commissione Affari sociali, oltreché membro della Commissione parlamentare d'inchiesta sulle attività connesse alle comunità di tipo famigliare che accolgono minori.
Il 18 febbraio 2021 vota contro la fiducia al Governo Draghi ed è espulso dal Movimento 5 Stelle. Il 21 febbraio aderisce alla componente del gruppo misto L'Alternativa c'è. Ad ottobre dello stesso anno torna tra i non iscritti e a novembre aderisce a Generazioni Future, progetto politico del giurista Ugo Mattei. Il 27 aprile 2022 si iscrive nuovamente ad Alternativa, costituitosi partito.